# Cima d'Asta
Pour les articles homonymes, voir Asta.
La Cima d'Asta est un sommet des Alpes, à 2 847 m, point culminant des Alpes de Fiemme, en Italie (Trentin-Haut-Adige).